# リー・フェルゼンスタイン
リー・フェルゼンスタイン（Lee Felsenstein、1945年4月27日 - ）は、アメリカ合衆国の計算機工学者であり、パーソナルコンピュータの開発において中心的な役割を果たした。彼はホームブリュー・コンピュータ・クラブの設立メンバーの1人であり、世界初の量産ポータブルコンピュータであるOsborne 1の設計者であった。
Osborne 1以前にフェルゼンスタインは、Intel 8080ベースでプロセッサー・テクノロジーで販売された"SOL"や、ペニーホイッスルモデム、および初期のS-100バス時代の製品を設計していた。彼が設計したプロセッサー・テクノロジーのビデオディスプレイモジュールボード・VDM-1は、広くコピーされ、パーソナルコンピュータの標準的なディスプレイアーキテクチャの基礎となった。
彼の設計の多くは、大規模な市場で利用できるようにすることによるコンピュータ技術のコスト削減の牽引役となった。フェルゼンスタインは、インターネットの商用利用が普及する以前に、ネットワークに接続されたコンピュータ端末を公共の場に設置して個人間の社会的な交流を促進する試みの最も早い例である「コミュニティメモリ」を設計した。
2016年、フェルゼンスタインはコンピュータ歴史博物館のフェロー（コンピュータの殿堂）に選出された。

## 生涯

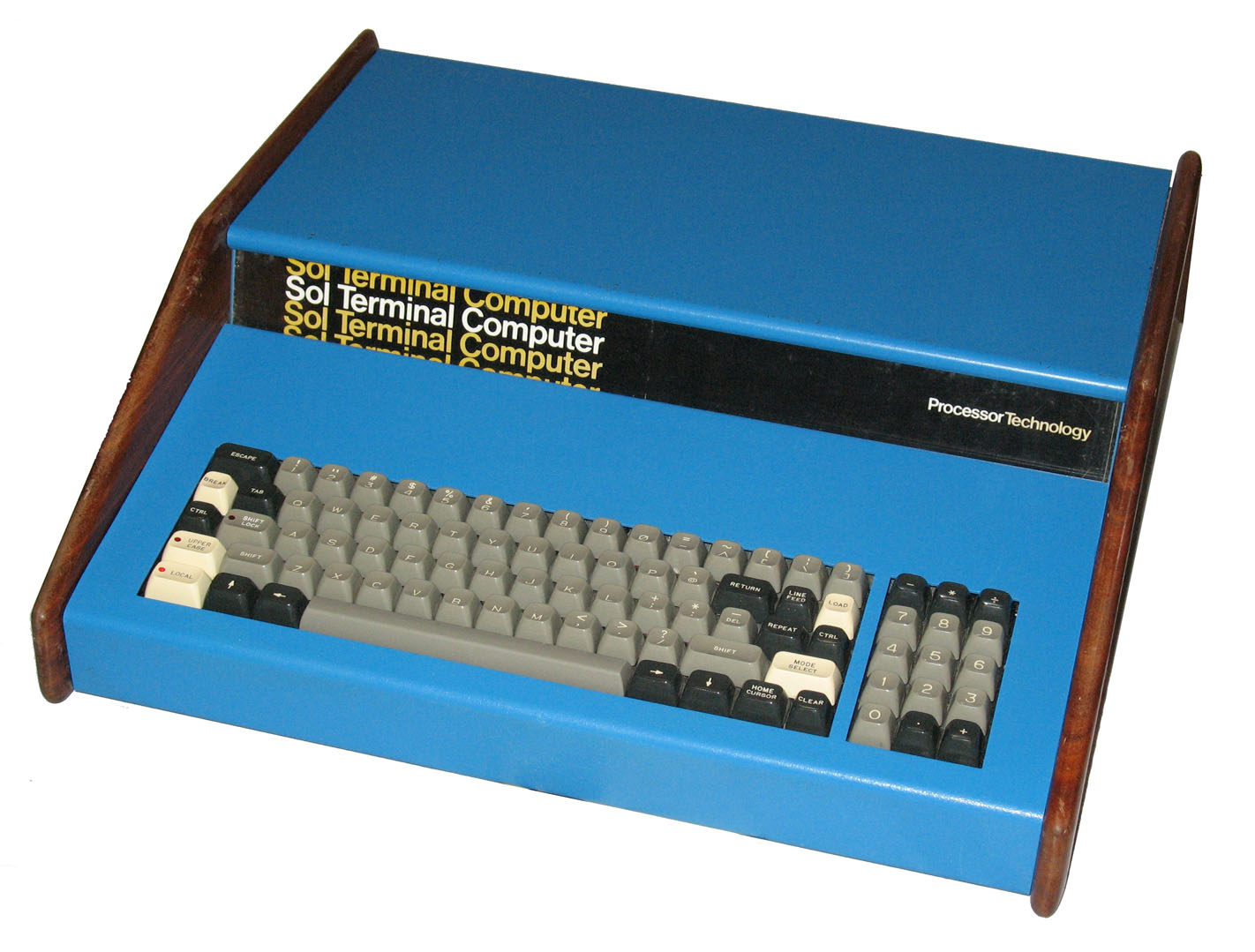
フェルゼンスタインが設計したプロセッサー・テクノロジーのSol-20

フェルゼンシュタインは1945年4月27日にペンシルベニア州フィラデルフィアで生まれ、フィラデルフィアのセントラル高校を卒業した。若い頃、フェルゼンシュタインは新左翼の急進派であった。彼は1964年10月から12月にかけてフリー・スピーチ運動に参加し、1964年12月2-3日の「スプラウル・ホール座り込み」で逮捕された768人のうちの1人であった。また、代表的な地下新聞の一つである『バークレー・バーブ』にも寄稿した。
1963年にカリフォルニア大学バークレー校(UCB)に入学したが、1967年末に中退した。1968年から1971年までアンペックスでジュニアエンジニアとして勤務し、その後UCBに再入学した。1972年にUCBで電気・計算機科学の学士号を取得した。
1981年から1983年まで、オズボーン・コンピュータに勤務していた。オズボーンでは、世界初の量産ポータブルコンピュータであるOsborne 1を設計した。その後、フリーランスのコンサルタントとなった。1992年にインターバル・リサーチに入社し、2000年まで勤務した後、ペムスター・パシフィック・コンサルタンツに入社し、2005年まで勤務した。その間、フリーランスのコンサルティング・デザイナーとして活動したり、自身のデザイン事務所で仕事をしたりしていた。
彼の設計の多くは、大規模な市場で利用できるようにすることによるコンピュータ技術のコスト削減の牽引役となった。彼は、技術が社会に与える影響を考えて仕事をしていた。1972年にResource Oneのプロジェクトとして開始され、後に1977年にフェルゼンスタインがエフレム・リプキン、ケン・コルスタッド、ジュード・ミルホン、マーク・スパコウスキーと共に設立したコミュニティメモリプロジェクトは、インターネットが普及する以前の時代に、バークレーのスーパーマーケットのような公共の場所にネットワークに接続されたコンピュータ端末を設置して、通りすがりの様々な生活様式の人々が気軽に利用できるようにし、技術を持たない人々の間での社会的な交流を促進しようとした最初の試みの一つだった。
フェルゼンスタインは、哲学者イヴァン・イリイチの著書、特にTools for Conviviality（1973年、邦訳題『コンヴィヴィアリティのための道具』）の影響を受けた。この本では、ある技術の利用者がその技術について調査し、いじくり回し、改造すること奨励することにより、技術について学ぶことができるようにする、設計における"convivial"（共生）のアプローチを提唱している。フェルゼンスタインは電子技術について同様の方法で学んでおり、彼の結論をいくつかの格言にまとめている。例えば、「パブリックアクセス環境で生き残るためには、コンピュータは自分の周りにコンピュータクラブを育てなければならない」 「ルールを変えるには、道具を変えろ」「仕事が遊びになるなら、道具は玩具にならなければならない」などである。

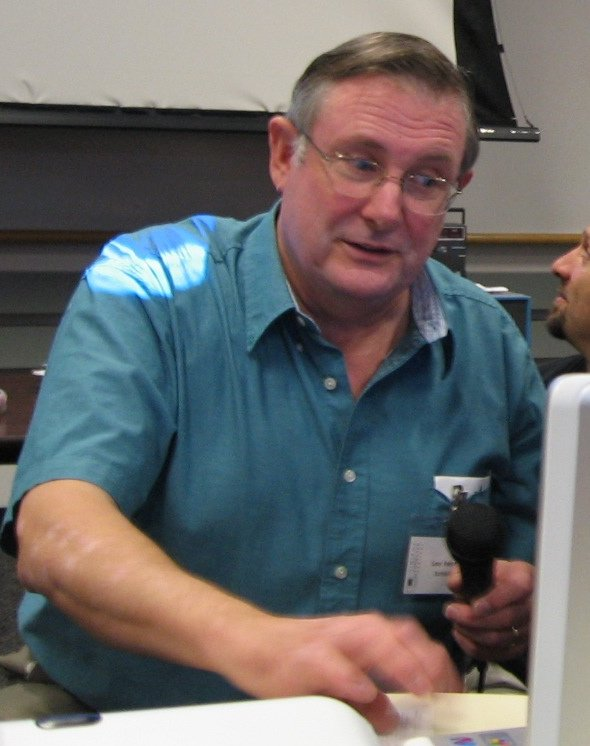
ビンテージ・コンピュータ・フェスティバルでのフェルゼンスタイン

フェルゼンスタインは、コンピュータキットAltair 8800の登場を受けて1975年に結成されたホームブリュー・コンピュータ・クラブの設立メンバーの1人である。フェルゼンスタインは、SLAC国立加速器研究所の講堂での会合を「司会」した。彼は、混乱の管理者というよりも、「司会者」のような存在だった。最初のパーソナルコンピュータが開発された時期に、フェルゼンスタインはプロセッサー・テクノロジー社のIntel 8080ベースの"SOL"コンピュータ、ペニーホイッスルモデムやその他の初期のS-100バス時代の製品を設計した。彼が設計したプロセッサー・テクノロジーのビデオディスプレイモジュールボード・VDM-1は、広くコピーされ、パーソナルコンピュータの標準的なディスプレイアーキテクチャの基礎となった。
フェルゼンスタインは、1994年に電子フロンティア財団から「Pioneer of the Electronic Frontier」（電子フロンティアの先駆者）に選ばれ、2007年には、『EEタイムス』誌から"Editor's Choice Award for Creative Excellence"を受賞した。1998年、フェルゼンスタインは、フリー・スピーチ運動に関する出来事を記録するためのFree Speech Movement Archivesを設立した。
2003年、サンフランシスコのジャイ財団と共同で、開発途上国の遠隔地の村に設置するためのオープンソースの電気通信とコンピュータシステムを設計した。このシステムは、ペダルによる足漕ぎ発電機による電気で動くことから、『ニューヨーク・タイムズ・マガジン』は「ペダルで動くインターネット」と呼んだ。ラオスに導入された最初のシステムは失敗に終わったが、アメリカのインディアン居留地で試験され、インドで開発が続けられている。
2003年、この取り組みが評価され、カリフォルニア州サンノゼのテック・ミュージアム・オブ・イノベーションから表彰された。
フェルゼンスタインは、カリフォルニア州マウンテンビューにある「ハッカー道場」(Hacker Dojo)の創設者(Founding Sensei)であり、2009年後半のFox Newsの番組で紹介された。
フェルゼンスタインの兄は、進化生物学者で米国科学アカデミー会員のジョセフ・フェルゼンスタインである。彼が開発したPHYLIPは、バイオインフォマティクスの初期の例の一つである。PHYLIPの初期のバージョンは、弟が設計したSOLやOsborne 1で開発された。
2016年4月16日、フェルゼンスタインは、「初期のパーソナルコンピューティング時代の技術的・社会的環境に影響を与えたこと」が評価され、コンピュータ歴史博物館フェローに選ばれた。